# شون مكافري
شون مكافري (بالإنجليزية: Sean McCaffrey)‏ هو لاعب كرة قدم أيرلندي، ولد في 12 سبتمبر 1959 في Monaghan ‏ في جمهورية أيرلندا، وتوفي في 30 ديسمبر 2017. لعب مع Monaghan United F.C. ‏.